# Sina Haghiri
Sina Haghiri ist ein deutsch-iranischer Autor, Moderator, Dozent und Psychotherapeut.

## Leben
Sina Haghiri ist approbierter Psychologischer Psychotherapeut. Er arbeitete im Jahr 2008 als Autor und Moderator der TV-Sendung Games Magazine. Von 2017 bis 2023 veröffentlichte er eine Buchreihe zum Thema Psychologie beim Pearson Verlag. Im Jahr 2019 wirkte er als Autor in der TV-Sendung FETT UND FETT mit und wurde dafür für den Grimme-Preis nominiert. 2021 veröffentlichte er ein weiteres Buch zur Approbationsprüfung Psychotherapie. Von 2022 bis 2023 schrieb und moderierte er den Podcast Die Lösung gemeinsam mit der Journalistin Verena Fiebiger in Zusammenarbeit mit ARD, dem Bayerischen Rundfunk und PULS. Im Jahr 2024 veröffentlichte er sein Buch Mit Nachsicht: Wie Empathie uns selbst und vielleicht sogar die Welt verändern kann.

## Medien
- 2008: Games Magazine (als Autor und Moderator)[5]
- 2019: Fett und Fett (als Autor), ZDF
- 2022 bis 2023: Die Lösung, Podcast, Bayerischer Rundfunk/Puls

## Publikationen
- Aufnahmetest Psychologie. Der komplette Vorbereitungskurs. Pearson Verlag, 2017, ISBN 978-3-86894-447-1
- Approbationsprüfung Psychotherapie: Lernhilfe mit Prüfungsfragen zum Repetitorium und ICD-10. Selbstverlag, 2021
- Achtsamkeitstraining für Einsteiger. Selbstverlag, 2023, ISBN 979-8-3760-1411-0
- Mit Nachsicht: Wie Empathie uns selbst und vielleicht sogar die Welt verändern kann. Kösel-Verlag, München 2024, ISBN 978-3-466-37320-8